# イタリア領エーゲ海諸島

イタリア占領下のエーゲ海諸島（1912年 - 1923年）
イタリア領エーゲ海諸島（1923年 - 1945年）
Isole occupate italiane dell'Egeo (イタリア語)
Τα ιταλικά κατεχόμενα νησιά του Αιγαίου (ギリシャ語)
Isole italiane dell'Egeo (イタリア語)
Ἰταλικαὶ Νῆσοι Αἰγαίου Πελάγους (ギリシャ語)

国の標語: Per l'onore d'Italia（イタリア語）
イタリアの名誉のために国歌: Giovinezza（イタリア語）
青年

イタリア領エーゲ海諸島

イタリア領エーゲ海諸島（イタリアりょうエーゲかいしょとう、イタリア語: Isole italiane dell'Egeo、ギリシア語: Ἰταλικαὶ Νῆσοι Αἰγαίου Πελάγους）は、エーゲ海東南の12島（ドデカネス諸島）の、イタリアによる支配を受けていた時代の名称である。1912年から1943年にかけてイタリア王国、1943年から1945年までイタリア社会共和国が領有した。なお、1912年から1923年の間は正式に領有していたわけではないため、イタリア占領下のエーゲ海諸島（イタリア語: Isole occupate italiane dell'Egeo、ギリシア語: Τα ιταλικά κατεχόμενα νησιά του Αιγαίου）と呼ばれる。

## 背景
1912年の伊土戦争で、ドデカネス諸島はイタリアに占領された（カステロリゾ島を除く）。戦争終結後、イタリアはオスマン帝国に諸島を返還するはずだったが、講和条約の条文が曖昧だったこともあり、イタリアによる仮統治が続いた。1923年のローザンヌ条約第15条でトルコはドデカネス諸島の領有主張をすべて放棄し、ここにイタリアが諸島を正式に領有することになった。
仮統治時代の諸島は「ロードス・ドデカネス」(Rodi e Dodecaneso)と呼ばれ、軍人が総督となっていた。1920年8月7日以降はドデカネス副王領(Reggente del Dodecaneso)となった。第一次世界大戦が終わるまでに、イタリアはヴェニゼロス・ティットーニ協定（1919年）とセーヴル条約（1920年）の2回にわたり、イタリアはロードス島を除く諸島をギリシャに割譲することを約していた。譲渡に備え、この時期の諸島には広範な自治権が与えられていた。しかしギリシャが希土戦争で敗北を喫したことで、この領土割譲計画は潰れた。
カステロリゾ島は1915年から一時的にフランスが占領していたが、1921年にイタリアの統治下に入った。1923年、ドデカネス諸島は正式にイタリア王国に併合され、イタリア領エーゲ海諸島が成立した。
イタリアは戦略的な重要性と将来の帝国建設構想の布石として、エーゲ海諸島を重視していた。レロス島やパトモス島はイタリア王国海軍の基地となった。

## 初期の統治
1923年以降、諸島の総督は軍人から文民に移行した。リベラルな外交官から初代総督に就任したマリオ・ラーゴはイタリア人やギリシャ人、トルコ人、ユダヤ人などが入り混じる複雑な民族社会の融和に取り組み、穏健な諸島民の統合を進めた。ラーゴは入植イタリア人に自治権を与え、地元のギリシャ人との結婚を奨励した。1929年、ピサ大学でドデカネス諸島民の学生への奨学金普及額が引き上げられた。これも、学生たちが帰島後にイタリア語やイタリア文化を諸島の中産階級に広めることを期待しての方策だった。
ラーゴは唯一、宗教については強硬策をとった。彼はドデカネス島民の自主的な教会を建てさせることでギリシャ正教会の権威を弱めようとしたが、失敗した。イタリア本土でファシズムが台頭すると、島の若者にもバリッラ団などのファシストグループが浸透するようになり、イタリア当局の名の下で諸島のイタリア化が押し進められるようになった。法的には、イタリア領エーゲ海諸島は植民地と本土の中間(possedimento)に位置していた。そのため、島民は完全な市民権を得られず、またイタリア軍に徴兵されることもなかった。
1936年にラーゴの後任として総督となったチェーザレ・マリーア・デ・ヴェッキは頑迷なファシストであり、彼の元でイタリア人化政策は急進的になっていった。教育や公共の場ではイタリア語の使用が強制され、ギリシャ語は学校では選択科目の一つに落とされた。1937年には、ファシストのシステムによるコムーネの長の直接選挙が行われた。1938年、イタリア民族法が諸島に導入されるとともに、諸島の法がイタリア本土の法と同格になった。

## イタリア人の入植
エーゲ海諸島にイタリア人を入植させる試みが行われたが、あまり成功しなかった。1936年にドデカネス諸島に居住していたイタリア人は16711人で、そのほとんどがロドス島かレロス島にいた。ロドス島やコス島のイタリア人は農業に従事して新たな農場を開いていった。一方レロス島のイタリア人は、新たに築かれた近代都市ポルトラーゴ（現レッキ）の軍に雇用された。

## 公共事業
ムッソリーニは、エーゲ諸島をイタリア植民地のショーケースにしようと考え、数々の大規模な公共事業を実施した。道路やファシスト建築に基づいた建築、水道が整備された。その際、ギリシャ人労働者に強制労働させる場合もあった。
現在でも、ドデカネス諸島では多くのイタリア建築を目にすることができる。
また諸島では史上初めて大規模な調査が実施され、ロドス島やコス島での観光事業が活発になった。しかし、より小さな島々は政府から無視され、開発が進まなかった。

## 考古学
ムッソリーニは、ドデカネス諸島がローマ帝国の重要な領土であったことから、ロドス島などは単に「祖先の故郷」に戻ってきただけだと主張した。イタリアによる諸島の領有権主張を強化するため、1930年代以降、諸島で古代ローマの遺物を発掘するための大規模な調査が行われた。

## 拡張の構想
第二次世界大戦中のギリシャの戦い以降、イタリアはキクラデス諸島やスポラデスをイタリア領エーゲ海諸島に組み込もうとしたが、ドイツが傀儡国家ギリシャ国の領土削減に難色を示した。しかしすでにキクラデス諸島を占領していたイタリアは、ドイツの反対にもかかわらず併合を強行した。

## イタリアによる支配の終焉
1943年9月にイタリアが降伏したのち、ドイツ軍とイギリス・イタリア軍の間でドデカネス諸島戦役が勃発した。この戦いはドイツ軍の勝利に終わり、1944年のギリシャ本土陥落の後も、そして1945年の終戦に至るまで、名目上はイタリアに主権があるとされていたが、ドイツ軍政下にあった。
戦後、ドデカネス諸島は一時的にイギリスの占領下に入った。1947年のイタリアとの平和条約で、諸島は正式にギリシャに割譲された。

## 行政区分
1936年の統計
| 名称 (イタリア語)                           | 面積                        | 人口    |
| ------------------------------------------- | --------------------------- | ------- |
| ロドス島 (Rodi) および周辺諸島              | 1,412 km2 (545 sq mi)       | 60,244  |
| パトモス島 (Patmo) および周辺諸島           | 57.1 km2 (22.0 sq mi)       | 3214    |
| リプシ島 (Lisso)                            | 17.4 km2 (6.7 sq mi)        | 993     |
| カリムノス島 (Calino) および周辺諸島        | 128.2 km2 (49.5 sq mi)      | 15,338  |
| コス島 (Coo)                                | 296 km2 (114 sq mi)         | 20,003  |
| アスティパレア島 (Stampalia) および周辺諸島 | 113.6 km2 (43.9 sq mi)      | 1767    |
| ニシロス島 (Nisiro) および周辺諸島          | 48 km2 (19 sq mi)           | 2375    |
| シミ島 (Simi) および周辺諸島                | 63.6 km2 (24.6 sq mi)       | 6176    |
| ティロス島 (Piscopi) および周辺諸島         | 64.3 km2 (24.8 sq mi)       | 1227    |
| ハルキ島 (Calchi) および周辺諸島            | 30.3 km2 (11.7 sq mi)       | 1476    |
| カルパトス島 (Scarpanto) および周辺諸島     | 306 km2 (118 sq mi)         | 7893    |
| カソス島 (Caso) および周辺諸島              | 69.4 km2 (26.8 sq mi)       | 1913    |
| カステロリゾ島 (Castelrosso) および周辺諸島 | 11.5 km2 (4.4 sq mi)        | 2267    |
| イタリア領エーゲ海諸島（計）                | 2,668.3 km2 (1,030.2 sq mi) | 132,289 |

## 参考
アガサ・クリスティの推理小説エルキュール・ポアロシリーズの短編『砂に書かれた三角形』はイタリア占領下のロードス島が舞台である。（原題は'Triangle at Rhodes (ロードス島の三角形)'）デヴィッド・スーシェ主演のTVドラマシリーズ「名探偵ポワロ」第1シリーズ第6話で映像化された際は全編ロードス島で撮影された。無能なイタリアの官憲やカトリック礼拝堂が推理劇のモチーフとして登場する。